# Meropathus campbellensis
Meropathus campbellensis är en skalbaggsart som beskrevs av Brookes 1951. Meropathus campbellensis ingår i släktet Meropathus och familjen vattenbrynsbaggar. Inga underarter finns listade i Catalogue of Life.